# Haralakatta, Arsikere
Haralakatta là một làng thuộc tehsil Arsikere, huyện Hassan, bang Karnataka, Ấn Độ.